# Ayelén Beker
Ayelén Beker (Barrancas, 5 de octubre de 1989) es una cantante argentina de cumbia y activista por los derechos de las personas transgénero.

## Biografía
Nació en Barrancas el 5 de octubre de 1989. Pasó su infancia en el barrio barrio 25 de mayo con sus tres hermanos. A la edad de 14 años, inició su transición a la par que abandonó la educación secundaria por el acoso escolar que sufrió. Dos años después, con 16 años, inició un tratamiento de hormonación y decidió iniciar estudios en peluquería. Compaginó sus estudios con trabajos esporádicos en bares y discotecas, incluso trabajo sexual.
En 2015 se matriculó en teatro El Círculo para estudiar comedia musical. Su primer trabajo en el mundo artístico fue en un cortometraje sobre diversidad sexual.
En 2018 debutó en televisión al presentarse en el programa musical Pasión de Sábado, de América Televisión en Buenos Aires, donde interpretó el tema «Todos me miran» de Gloria Trevi.
En 2021 publicó su primer disco: Furia (2020, Productrolas MGMT). Al año siguiente, en 2022, lanzó junto a Dissident «9 de julio 620», canción del proyecto Cabaret Quir, donde explora un lado roquero.
Su labor activista la desarrolla en el centro de día rrans de San Luis, donde se atiende problemáticas sociales de la población trans.

## Discografía

### Álbumes
- Furia (2020)
- Cabaret Quir (2022)

### Sencillos
- 9 de julio 620